# 邵燁
邵燁（1489年—？），字悳明，浙江承宣布政使司紹興府餘姚縣（今浙江餘姚市）人，明朝政治人物。

## 生平
正德十四年（1519年）己卯科浙江乡试第十名举人，正德十五年（1518年）聯捷辛巳科会试第三百四名，正德十六年（1521年）殿試，登二甲七十五名進士，嘉靖十二年（1533年）以郎中升寧國府知府。官至山東臨清兵备副使。

## 家族
曾祖邵伟。祖父邵有信。父邵震，義官。母胡氏。具庆下。兄邵煉，同科進士；弟邵熠，南京光禄寺监事；邵焲、邵焞、邵炤、邵烈、邵耿、邵爚、邵炯、邵熇、邵逖、邵熷、邵爌。